# ヴェドラナ・ポポヴィッチ
ヴェドラナ・ポポヴィッチ（Vedrana Popović、1992年1月10日 – ）は、オーストラリアの女子サッカー選手。
1992年にボスニア・ヘルツェゴビナのヤイツェで誕生。
最終所属はWリーグのブリスベン・ロアーFC。

## 選手経歴
ポポヴィッチはオーストラリアWリーグのブリスベン・ロアー、メルボルン・ビクトリー、そしてアデレード・ユナイテッドに所属した。
ポポヴィッチは2013年にオーストラリア代表として初出場した。

## 表彰
ブリスベン・ロアー:
- オーストラリア Wリーグ・プレミアシップ: 2008–09（英語版）
- オーストラリア Wリーグ・チャンピオンシップ: 2008–09（英語版）